# Craig C. Mello
Craig Cameron Mello (nacido en 1960) es co-ganador del Premio Nobel de Fisiología o Medicina 2006 junto con Andrew Fire por el descubrimiento de la ribointerferencia o interferencia por ARN (RNAi).

## Carrera
Craig Mello recibió su BS de la Universidad de Brown en 1982 y su PhD de la Universidad de Harvard en 1990. Fue alumno postdoctoral en el Fred Hutchinson Cancer Research Center en el laboratorio del Dr. James Priess. Ha sido parte de la facultad del Centro de Cáncer en la Universidad de Massachusetts en Worcester, Massachusetts; desde 1994.
Mello es investigador del Instituto Médico Howard Hughes desde 2000.